# Ringer-Weltmeisterschaften 1963
Die Ringer-Weltmeisterschaften 1963 fanden im Gegensatz zu sämtlichen zuvor ausgetragenen Weltmeisterschaften nach Stilart getrennt an unterschiedlichen Orten statt. Dabei wurden die Ringer in jeweils acht Gewichtsklassen unterteilt.
Die Sowjetunion gewann mit insgesamt acht Gold-, vier Silber- und einer Bronzemedaille die meisten Medaillen. Alexander Medwed konnte seinen zweiten Weltmeistertitel nach 1962 feiern. Imre Polyák wurde ein Jahr nach seinem WM-Gewinn 1963 nur Zweiter hinter Gennadi Sapunow.

## Griechisch-römisch
Die Wettkämpfe im griechisch-römischen Stil fanden vom 1. bis zum 3. Juli 1963 in Helsingborg statt.

### Medaillengewinner
| Klasse | Gold                | Silber             | Bronze         |
| ------ | ------------------- | ------------------ | -------------- |
| -52 kg | Borivoje Vukov      | Ignazio Fabra      | Sergei Rybalko |
| -57 kg | János Varga         | Jiří Švec          | Dinko Petrow   |
| -63 kg | Gennadi Sapunow     | Imre Polyák        | Iwan Iwanow    |
| -70 kg | Stevan Horvat       | Dawit Gwanzeladse  | Klaus Rost     |
| -78 kg | Anatoli Kolessow    | Rudolf Vesper      | Bertil Nyström |
| -87 kg | Tevfik Kış          | Branislav Simić    | György Gurics  |
| -97 kg | Rostom Abaschidse   | Nicolae Martinescu | Hamit Kaplan   |
| +97 kg | Anatoli Roschtschin | Ragnar Svensson    | James Raschke  |

### Medaillenspiegel
| Rang | Land                            | Gold | Silber | Bronze |
| ---- | ------------------------------- | ---- | ------ | ------ |
| 1    | Sowjetunion                     | 4    | 1      | 1      |
| 2    | Jugoslawien                     | 2    | 1      | 0      |
| 3    | Ungarn                          | 1    | 1      | 1      |
| 4    | Türkei                          | 1    | 0      | 1      |
| 5    | Schweden                        | 0    | 1      | 1      |
| 6    | Deutsche Demokratische Republik | 0    | 1      | 0      |
|      | Italien                         | 0    | 1      | 0      |
|      | Rumänien                        | 0    | 1      | 0      |
|      | Tschechoslowakei                | 0    | 1      | 0      |
| 10   | Bulgarien                       | 0    | 0      | 2      |
| 11   | BR Deutschland                  | 0    | 0      | 1      |
|      | Vereinigte Staaten              | 0    | 0      | 1      |

## Freistil
Die Wettkämpfe im freien Stil fanden vom 31. Mai bis zum 2. Juni 1963 in Sofia statt. Die Ringer aus der Sowjetunion sicherten sich in sieben der acht Wettbewerbe Medaillen. Wilfried Dietrich wurde als Viertplatzierter im Schwergewicht (+97 kg) bester Deutscher.

### Medaillengewinner
| Klasse | Gold               | Silber                    | Bronze               |
| ------ | ------------------ | ------------------------- | -------------------- |
| -52 kg | Cemal Yanılmaz     | Ali Alijew                | Stojko Malow         |
| -57 kg | Aydın İbrahimov    | Hiroshi Ikeda             | Mladen Georgiew      |
| -63 kg | Osamu Watanabe     | Mohammad Ebrahim Seifpour | Stancho Kolew Iwanow |
| -70 kg | Iwao Horiuchi      | Sarbeg Beriaschwili       | Gregory Ruth         |
| -78 kg | Guliko Sagaradse   | Petko Dermendschiew       | İsmail Ogan          |
| -87 kg | Prodan Gardschew   | Anatoli Albul             | Mansour Mehdizadeh   |
| -97 kg | Alexander Medwed   | Walko Kostow              | Hamit Kaplan         |
| +97 kg | Alexander Iwanizki | Ljutwi Dschiber Achmedow  | János Reznák         |

### Medaillenspiegel
| Rang | Land               | Gold | Silber | Bronze |
| ---- | ------------------ | ---- | ------ | ------ |
| 1    | Sowjetunion        | 4    | 3      | 0      |
| 2    | Japan              | 2    | 1      | 0      |
| 3    | Bulgarien          | 1    | 3      | 3      |
| 4    | Türkei             | 1    | 0      | 2      |
| 5    | Iran               | 0    | 1      | 1      |
| 6    | Ungarn             | 0    | 0      | 1      |
|      | Vereinigte Staaten | 0    | 0      | 1      |